# Hugh Miall
Hugh Miall (* 1949) ist ein britischer Politikwissenschaftler und emeritierter Professor für Internationale Beziehungen der University of Kent. Er amtiert als Präsident der internationalen Conflict Research Society (CRS).
Miall kam 2005 als Professor an die University of Kent und war dort bis zu seiner Emeritierung 2012 Direktor des Conflict Analysis Research Centre. Bevor er nach Kent kam, war er Dozent für Friedens- und Konfliktforschung und Direktor des Richardson Institute an der Lancaster University. Zuvor war er Forschungsstipendiat im europäischen Programm von Chatham House und Forschungsdirektor der Oxford Research Group. Er lehrte an der University of Essex und der Open University und war Gastwissenschaftler am Zentrum für Konfliktstudien an der Universität Utrecht. Von 2007 bis 2009 war er Leiter des Fachbereichs.
Seine Forschungsinteressen sind:
- Interessenkonflikte im Zusammenhang mit Klimawandel und Energie
- Konfliktlösung, Konfliktprävention und Konflikttransformation
- Friedlicher Wandel in der Weltpolitik.